# دلي قيز
دلي قيز هي قرية في مقاطعة ميانة، إيران. عدد سكان هذه القرية هو 286 في سنة 2006.